# Henri Rabaud

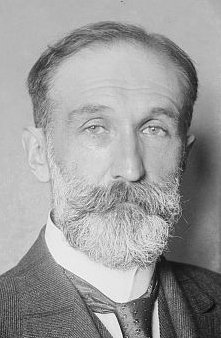
Henri Rabaud

Henri Rabaud (Parigi, 10 novembre 1873 – Parigi, 11 settembre 1949) è stato un direttore d'orchestra e compositore francese.

## Biografia
Rabaud nacque in Francia, figlio di violoncellista ed una cantante (Hippolyte Rabaud (1839–1900) fu un professore di violoncello al conservatorio di Parigi. Henri studiò con André Gedalge e Jules Massenet al conservatorio di Parigi. Nel 1908, divenne direttore d'orchestra all'Paris Opéra alla Opéra-Comique e dal 1914 al 1918 diresse l'Opéra. Venne poi nominato direttore musicale della Boston Symphony Orchestra dove rimase soltanto una stagione, rientrando poi a Parigi. Dopo le dimissioni di Gabriel Fauré nel 1922, Rabaud divenne il suo successore alla guida del conservatorio di Parigi, dove rimase fino al 1941. Egli fu direttore d'orchestra e direttore musicale della Paris Opéra Orchestra per dieci anni.

## Composizioni
La cantata Daphné di Rabaud, vinse il Prix de Rome nel 1894. La sua opera comica Mâruf, savetier du Caire era un miscuglio di wagneriano ed esotico. Egli compose altre opere, fra le quali si ricordano L'appel de la mer, Riders to the Sea, musiche di scena e colonne sonore come Joueur d'échecs (Giocatore di scacchi) del 1925. Questa produzione è comunque caduta nell'oblio.
Fra le composizioni per orchestra si ricordano Divertissement su di una canzone russa e Eglogue, un poema virgiliano per orchestra, ed il poema sinfonico, La procession nocturne, la sua opera orchestrale più nota, ancora occasionalmente eseguita e registrata. Scrisse anche musiche per coro ed orchestra e due sinfonie.
La sua musica da camera comprende diverse opere per violoncello e pianoforte così come Solo de concours per clarinetto e pianoforte — un pezzo virtuosistico scritto per l'esame di diploma ed un concorso solistico del conservatorio di Parigi del 1901.
Conservatore come compositore, fu conosciuto per il suo motto: “il modernismo è il nemico.”

## Elenco parziale di opere
- Procession nocturne, Poema sinfonico su Nicolas Lenau, 1899
- Divertissement sur des chansons russes, 1899
- Job, oratorio, 1900
- La fille de Roland, opera, 1904
- Mârouf, savetier du Caire, opera, 1914 all'Opéra-Comique di Parigi
- Musica di scena per Paul et Virginie, pièce teatrale di Edmond Guiraud e Lucien Nepoty, 1922;
- L'appel de la mer, opera, 1924 (tratta da Riders to the sea di John Millington Synge)[1]
- Rolande et le mauvais garçon, 1934 al Palais Garnier di Parigi
- Prélude et Toccata per pianoforte e orchestra
- Eglogue
- Solo de Concours pour Clarinet et Piano